# 5è Festival Internacional de Cinema de Canes
El 5è Festival Internacional de Cinema de Canes es va dur a terme del 23 d'abril al 10 de maig de 1952. Com en els tres festivals anteriors, tots els membres del jurat del festival eren francesos, presidit per Maurice Genevoix. El Gran Premi del Festival el va guanyar Due soldi di speranza de Renato Castellani i Othello d'Orson Welles. El festival va obrir amb Un americà a París de Vincente Minnelli.

## Jurat
Els membres dels jurat del festival foren els següents:
- Maurice Genevoix President del jurat
- André Lang (periodista)
- Chapelain-Midy (artista)
- Charles Vildrac (escriptor)
- Evrard De Rouvre (productor)
- Gabrielle Dorziat (actriu)
- Georges Raguis (funcionari sindical)
- Guy Desson (polític)
- Jacques-Pierre Frogerais (productor)
- Jean Dréville (director)
- Jean Mineur (funcionari del CNCF)
- Louis Chauvet (periodista)
- Madame Georges Bidault
- Pierre Billon (director)
- Raymond Queneau (poeta, escriptor)
- Tony Aubin (compositor)

## Pel·lícules en competició
Les següents pel·lícules competien pel Gran Premi:
- La Ausente de Julio Bracho
- Un americà a París de Vincente Minnelli
- Subida al cielo de Luis Buñuel
- Guardie e ladri de Mario Monicelli i Steno
- Cry, the Beloved Country de Zoltán Korda
- Nekri politeia de Frixos Iliadis
- Das Letzte Rezept de Rolf Hansen
- Detective Story de William Wyler
- Der Weibsteufel de Wolfgang Liebeneiner
- Nødlanding de Arne Skouen
- Encore by Harold French, Pat Jackson i Anthony Pelissier
- Parsifalde Daniel Mangrané i Carlos Serrano de Osma
- Fanfan la Tulipe de Christian-Jaque
- Surcos de José Antonio Nieves Conde
- Amar Bhoopali de V. Shantaram
- María Morena de José María Forqué i Pedro Lazaga
- Arashi no naka no haha de Kiyoshi Saeki
- Il Medium de Gian Carlo Menotti
- Nami de Noboru Nakamura
- Lailat gharam de Ahmed Badrakhan
- Herz der Welt de Harald Braun
- Hon dansade en sommar d'Arne Mattsson
- Othello d'Orson Welles
- Il Cappotto de Alberto Lattuada
- Pasó en mi barrio de Mario Soffici
- Le Banquet des fraudeurs d'Henri Storck
- Fill del Nil (Ibn el-Nil) de Youssef Chahine
- Genji monogatari de Kōzaburō Yoshimura
- Trois femmes de André Michel
- Tico-Tico no Fubá d'Adolfo Celi
- Due soldi di speranza de Renato Castellani
- Umberto D. de Vittorio De Sica
- Unter den tausend Laternen d'Erich Engel
- Viva Zapata! d'Elia Kazan
- Nous sommes tous des assassins d'André Cayatte

## Fora de competició
La següent pel·lícula fou seleccionada per ser exhibida fora de competició:
- Le Rideau cramoisi d'Alexandre Astruc

## Competició de curtmetratges
- Les ailes de Ariel de Gaetano De Maria
- Animated Genesis de Peter Foldes, Joan Foldes
- Aperçus Sud Africain N° 5 - Afrique Préhistorique d'Errol Hinds
- Apollon Musageta d'Irène Dodall
- L'Art Sacre Missionnaire de Gentil Marques
- Aux frontières Yougoslaves de Djordie Vukotic
- Bambini de Francesco Maselli
- Cairo (curt) de Massimo Dallamano
- Les charmes des détails dans les tableaux des maîtres d'autrefois de Dr. Hans Curlis
- Le cordonnier et le chapelier de John Halas
- Dans les royaumes de la mer de Giovanni Roccardi
- Démonstration en matière de perception de Garett I. Johnson
- Les deux mousquetaires de William Hanna, Joseph Barbera
- Diagnostiquer et guérir d'Ernest Bingen
- Djerba l'île biblique de Philippe Este
- El Dorado (curt) de John Alderson (cineasta)
- Et la noce dansait de Yehoshua Bertonov
- Indisk byd'Arne Sucksdorff
- Le flottage du bois de Lee Prater, Dick Mosher
- La fugue de Mahmoud de Roger Leenhardt
- Les gens du nord de René Lucot
- La gloire verte de M. Ahmed
- Le grand Boudha de Noburo Ofuji
- La grande île au cœur des Saintes Eaux de Monique Muntcho, J.K. Raymond-Millet
- La grande passion d'Alphonse Stummer
- Groenland : Vingt mille lieux sur les glaces de Marcel Ichac, Jean-Jacques Languepin
- L'homme dans la tour de Bernard Devlin, Jean P. Palardy
- T Schot is te boord! de Herman van der Horst
- Les joies rustiques de V.R. Sarma
- Le jour de l'independance de Victor Vicas
- Le jour promis de S.I. Shweig
- Maskerage de Max De Haas
- Masques et visages de James Ensor de Paul Haesaerts
- Moines de l'ordre de la Merci de Christian Anwander
- Paysans de l'Aures de Philippe Este
- La peinture de Boldini de Gian-Luigi Rondi
- Quarante ans d'évolution Marocaine - présence Française au Maroc de Serge Debecque
- Rythmes de Rotterdam de Ytzen Brusse
- Six mille ans de civilisation d'Ahmed Korshid
- Story of Steel de Jagat Murari
- Strasbourg européenne d'Ernest Bingen
- Terre neuve de Sid Newman
- Tout s'écroule de Bert Haanstra
- Union infernale d'Ulrich Kayser
- Victor Hugo (film) de Roger Leenhardt, Yvonne Gerber
- La vie des fresques de Zoran Markus
- Vieux temples, vieilles statues de Sôya Mizuki

## Premis

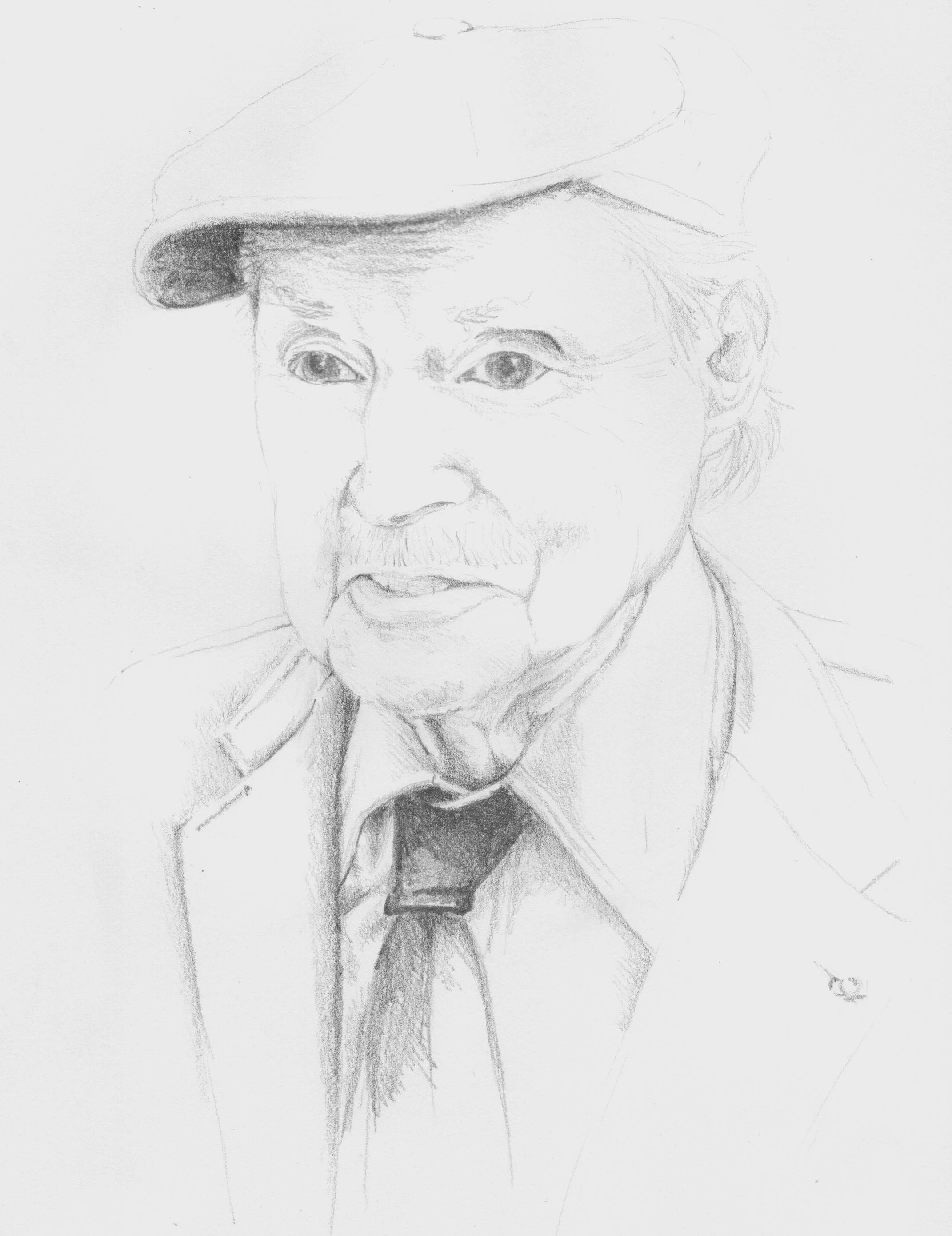
Maurice Genevoix, President del Jurat

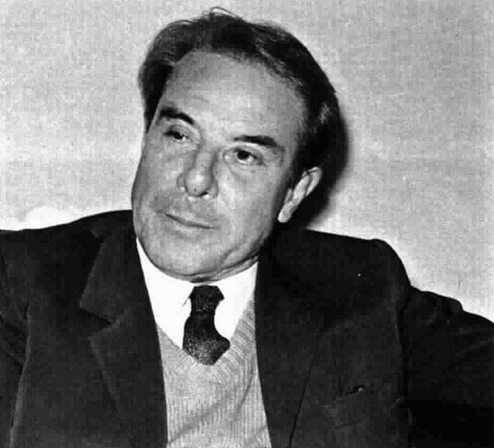
Renato Castellani, guanyador del gran premi

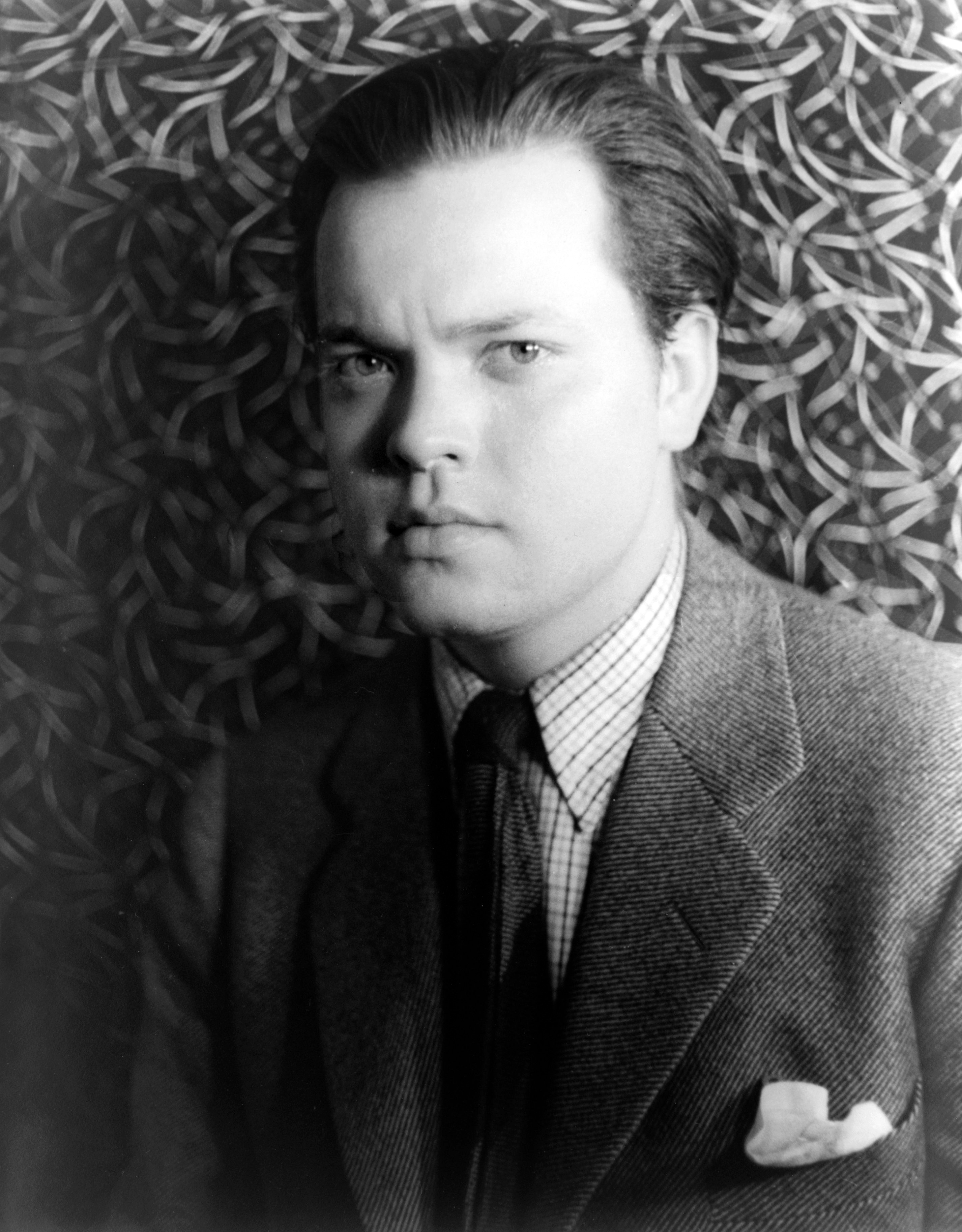
Orson Welles, guanyador del gran premi

### Premis oficials
Els guanyadors dels premis de 1953 foren:
Pel·lícules
- Gran premi
  - Due soldi di speranza de Renato Castellani
  - Othello d'Orson Welles
- Millor Director: Christian-Jaque per Fanfan la Tulipe
- Millor guió: Piero Tellini per Guardie e ladri
- Millor actriu: Lee Grant per Detective Story
- Millor actor: Marlon Brando per Viva Zapata!
- Millor fotografia: Genji monogatari de Kōzaburō Yoshimura (Premi de la fotografia i de la composició plàstica)
- Millor música: Sven Sköld per Hon dansade en sommar
- Premi especial del jurat: Nous sommes tous des assassins d'André Cayatte
- Millor pel·lícula lírica: Il Medium de Gian Carlo Menotti

Curtmetratges
- Gran Premi: T Schot is te boord! de Herman van der Horst
- Premi especial del Jurat: Indisk by d'Arne Sucksdorff
- Premi pel color: Animated Genesis de Peter Foldes, Joan Foldes
- Premi especial del Jurat - pel·lícula científica o pedagògica: Groenland : Vingt mille lieux sur les glaces de Marcel Ichac, Jean-Jacques Languepin

### Premis independents
Premi OCIC
- Due soldi di speranza de Renato Castellani
- Menció especial: La Vie de Jésus de Marcel Gibaud

## Mèdia
- Institut National de l'Audiovisuel: Obertura del festival de 1952 (comentari en francès)
- INA: Llista de guanyadors del Festival de Canes de 1952 (comentari en francès)